# Clog dancing
Ne doit pas être confondu avec Clogging.
 (septembre 2023).
Si vous disposez d'ouvrages ou d'articles de référence ou si vous connaissez des sites web de qualité traitant du thème abordé ici, merci de compléter l'article en donnant les références utiles à sa vérifiabilité et en les liant à la section « Notes et références ».

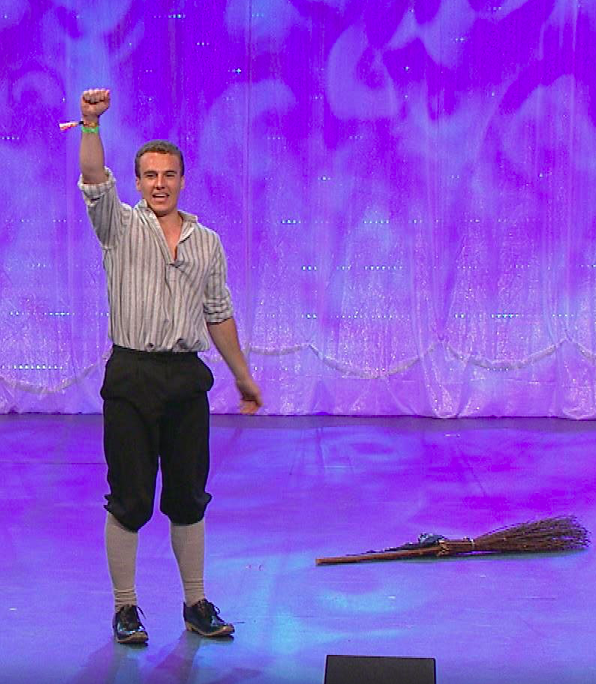
Clog dancer gallois sur scène au National Eisteddfod à Bodedern, 2017.

Le clog dancing (de l'anglais clog, « sabot ») est une forme de step dance caractérisée par le port de sabots rigides à semelles de bois. Le clog dancing s'est développé sous différentes formes au Pays de Galles et dans le nord de l'Angleterre. La danse galloise provient principalement des mines d'ardoise où les ouvriers organisaient des compétitions pendant les pauses de travail. La danse traditionnelle clog du nord de l'Angleterre est originaire du Lancashire, du Yorkshire, du comté de Durham, du Northumberland et du Lake District.
Les sabots gallois et anglais, avec une tige en cuir et une semelle en aulne ou en sycomore, sont les chaussures traditionnelles des travailleurs de toute la Grande-Bretagne jusque dans les années 1920. Les sabots de danse sont bien ajustés, ce qui permet au danseur de mieux contrôler les mouvements de ses pieds. Des sabots anglais avec une couche protectrice de fer ou de caoutchouc sur la semelle sont également portés pour les Morris dance.
L'atout principal d'un danseur est son jeu de jambes : les danseurs peuvent produire de nombreux types de sons différents en utilisant uniquement leurs pieds. Le clog dancing est souvent pratiqué de manière très décontractée, les gens dansent à la maison, dans les pubs ou dans la rue. La partie supérieure du corps est relativement immobile et nécessite donc peu d’espace.

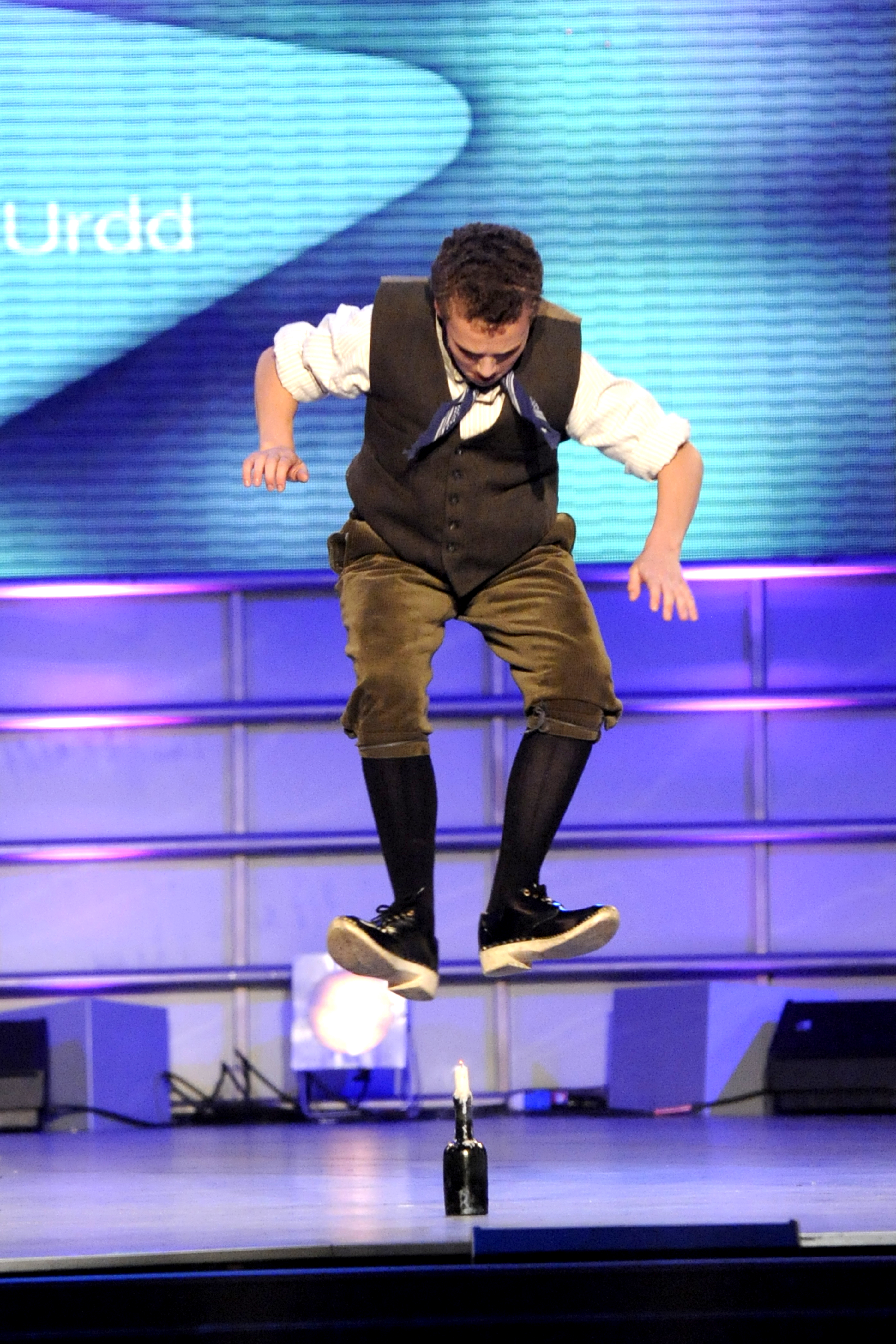
Un clog dancer solo gallois éteignant une bougie en utilisant les seuls bords de ses sabots au National Urdd Eisteddfod à Snowdonia, 2012.

Dans les années 1800, les concours de clog dancing se popularisent. D'importantes sommes d'argent peuvent être gagnées ou perdues lors des compétitions de sabots, considérées comme un sport à part entière. Comme les jockeys des temps modernes, les danseurs se produisent alors dans des couleurs qui les rendent faciles à identifier. Les hommes et les femmes dansent en culottes, qui permettent de voir les mouvements de leurs jambes. Le clog dancing est également joué sur scène. À l'époque victorienne, la danse est un numéro populaire dans les music-halls ou les spectacles de variétés. Souvent, les gens portent des costumes thématiques spéciaux dans le cadre de leur numéro. Charlie Chaplin débute par exemple sa carrière dans les music-halls en tant que clog dancer.
La tradition galloise du clog dancing est ininterrompue et continue d'exister dans de nombreux festivals au Pays de Galles, principalement le National « Eisteddfodau ». Il s'agit notamment de l'Urdd National Eisteddfod, du National Eisteddfod du Pays de Galles et du Llangollen International Eisteddfod. L'Urdd et le National Eisteddfod se produisent chaque année dans une partie différente du Pays de Galles. Le style de danse compétitif gallois varie de la danse de groupe stylisée au spectacle de danse plus traditionnel et naturel. La danse galloise clog est également exécutée individuellement par des hommes et des femmes. Le style de danse masculin est particulièrement dynamique, comprenant des « tours » généralement exécutés à la fin d'un spectacle. Les danseurs solos gallois doivent donc avoir des capacités athlétiques beaucoup plus importantes que les clog dancers anglais.
Les traditions anglaises de clog dancing existent encore dans certains festivals de Northumbrie et sont dansées sur la musique traditionnelle de la région. Le clog dancing est également encore pratiqué dans certaines parties du Lancashire, du Cheshire, du Yorkshire, de la Cumbria et du Derbyshire. Des équipes dansent aussi les danses traditionnelles du Nord (et les plus récentes) dans de nombreuses autres régions d'Angleterre. Les concours de clog dancing actuellement organisés en Angleterre comprennent ceux du Lancashire et du Cheshire (axés sur la danse des sabots de style Lancashire), organisés chaque mois de septembre dans le cadre du festival folklorique de Fylde à Fleetwood, et les championnats de clog dancing des comtés du Nord (axés sur le style de Durham et de Northumberland) organisés chaque année à Tyne and Wear.

## Clog dancinggallois

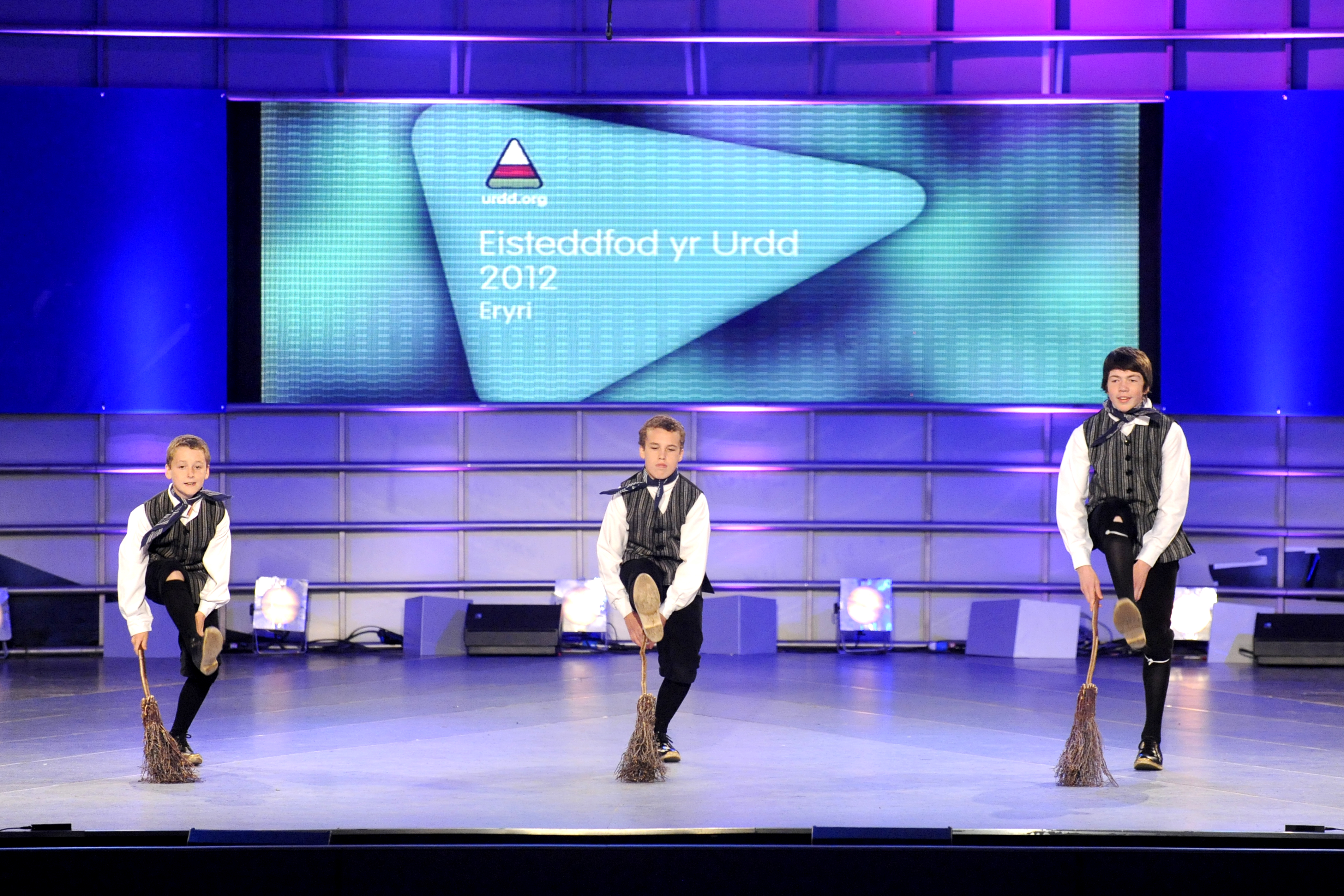
Un trio gallois de danse de sabots se produisant au National Urdd Eisteddfod, 2012 Snowdonia (Eryri).

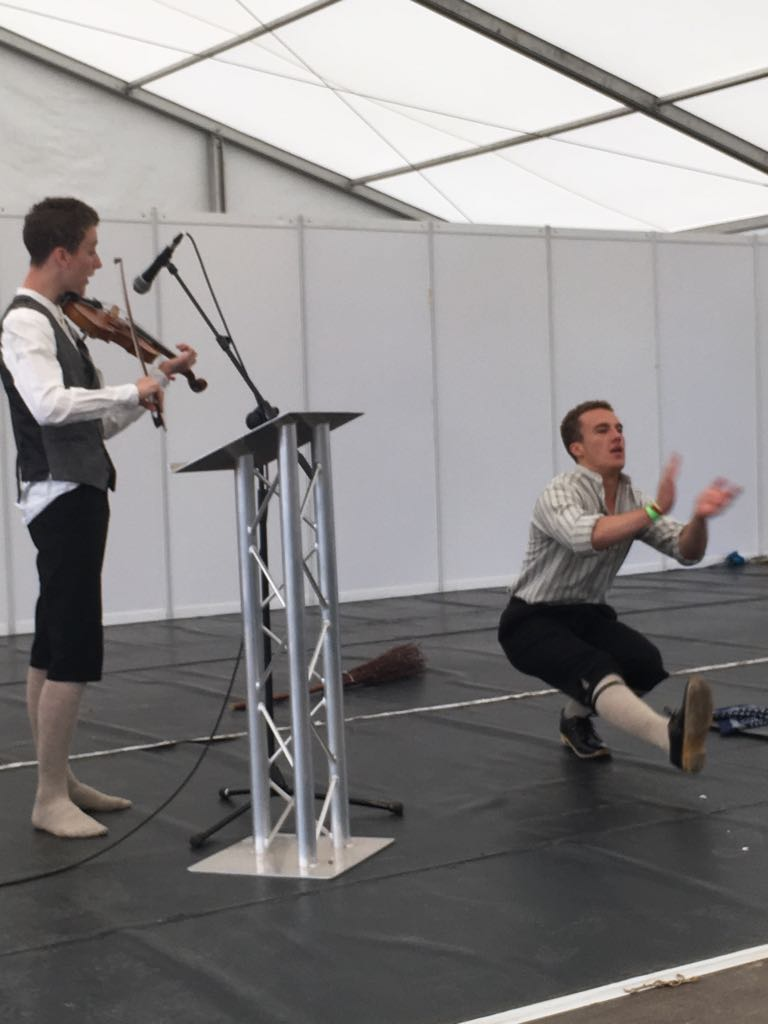
Un danseur gallois exécutant un « toby » lors d'une compétition solo préliminaire du National Eisteddfod 2017 à Bodedern.

### Origine
Au pays de Galles, le clog dancing provient principalement des carrières d'ardoise et des agriculteurs. Les travailleurs tentent de se surpasser pendant les pauses en exécutant des « étapes » et des « astuces » les plus extravagantes et impressionnantes possibles pour impressionner leurs collègues. L'ardoise produite dans les carrières pouvait même être utilisée comme plate-forme pour danser ; elle est encore utilisée aujourd'hui dans les compétitions eisteddfod.

### Style
Le clog dancing gallois est unique et ne constitue pas un renouveau, car il est dansé dans le style d'une tradition ininterrompue. La clog dance est stylistiquement distincte de la version anglaise de la danse, avec de nouveaux pas et « tricks » constamment inventés dans le cadre des compétitions. De nouveaux éléments, comme éteindre une bougie, faire des toby (propulser les pieds vers l'avant alternativement en position accroupie), des sauts à cheval, des sauts avec un mouchoir, des pas et des sauts par-dessus des balais, sont effectués. La clog dance galloise, en particulier la danse en solo, a évolué pour devenir beaucoup plus dynamique que la danse anglaise.

### Compétition moderne
La clog dance fait partie intégrante de la tradition locale et nationale de l'eisteddfod au Pays de Galles. Depuis les années 1960, les compétitions se sont étendues aux duos et aux trios de danse, ce qui a permis aux groupes de faire revivre sur scène une véritable tradition de cette danse qui pousse chaque danseur à essayer de surpasser l'autre. Le clogging de groupe est également devenu partie intégrante de l'eisteddfodau et de la tradition de la danse. La compétition peut être énergique avec les danseurs sautant par-dessus des balais, comme on le voit dans le concours national de clog dancing gallois masculin d'Eisteddfod. Les groupes de danse notables sont les danseurs Nantgarw originaires de la région de Pontypridd et les danseurs Talog de Carmarthen. Les deux groupes connaissent un succès significatif dans des compétitions comme l'Eisteddfod Genedlaethol. Les danseurs de Nantgarw rencontrent également le succès dans des compétitions internationales telles que le Llangollen International Eisteddfod au Pays de Galles, le Lorient Folk Festival en France et le Majorque World Folk Festival en Espagne,.

## Clog dancinganglais
Trois styles de clog dancing prédominent dans la culture anglaise : 
- Le style Northumberland et Durham ressemble à la danse irlandaise. Il se caractérise par des mouvements corporels nets et précis, pratiquement sans mouvement du haut du corps. Les danseurs portent des sabots plats, et les pas de talon constituent une grande partie de leur répertoire[7].
- Le style Lancashire est très distinct du clog dancing de Northumberland et de style plus flamboyant. Les talons des danseurs restent bien au-dessus du sol. Dans les tournois, les pas de talon entraînent la disqualification. Le style est dansé avec des sabots « Dandy » avec des œillets supplémentaires, des sertissages et des bouts pointus.
- Le style Lakeland ou Westmorland Reel est généralement dansé comme un reel avec huit mesures de pas suivies d'un reel de trois. Quatre danseurs clog anglais, à Saltaire

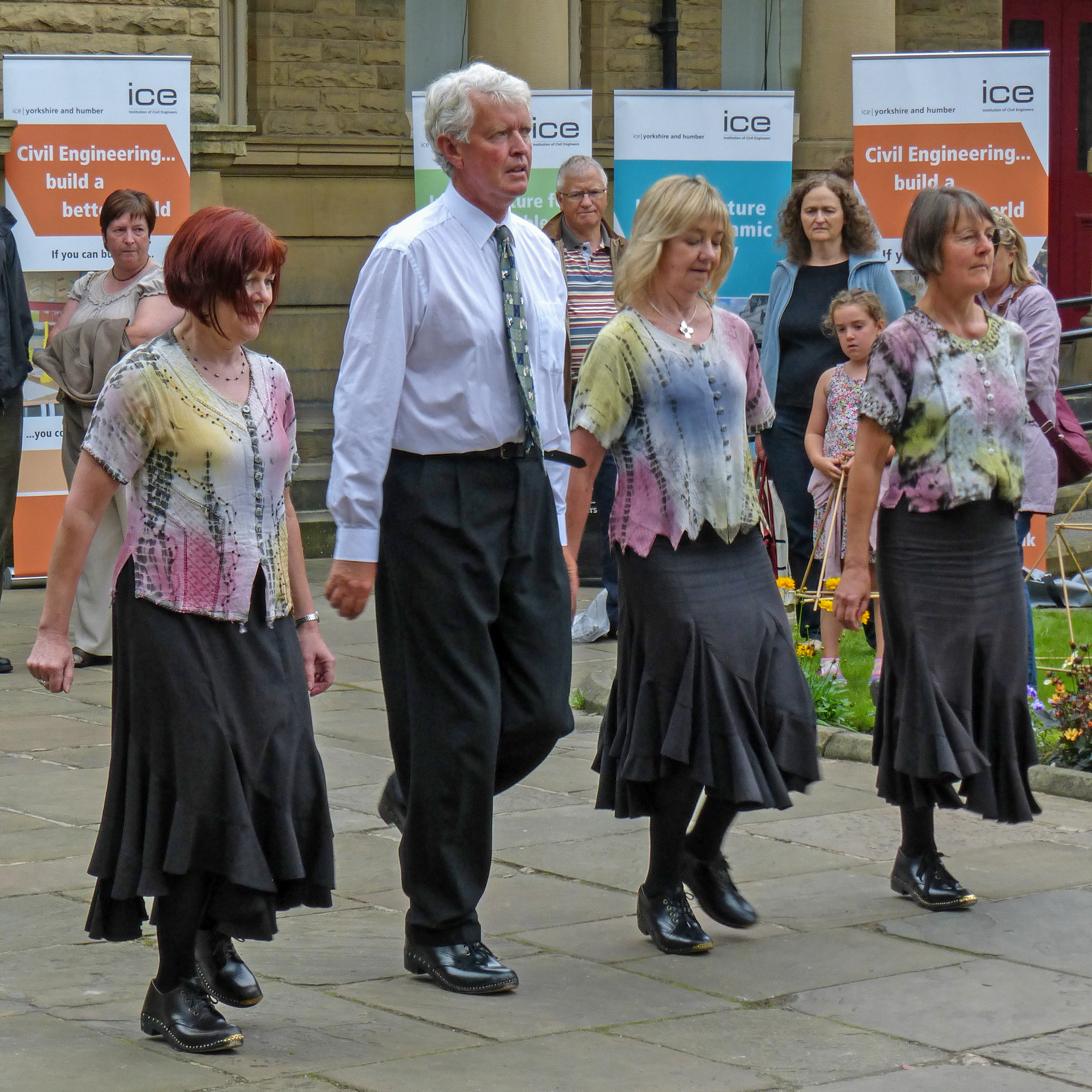
Quatre danseurs clog anglais, à Saltaire

### Histoire
Le clog dancing anglais commence au XVIIIe siècle en Angleterre, pendant la révolution industrielle,. Il se serait développé dans les filatures de coton du Lancashire, où les sabots à semelles de bois étaient préférés aux semelles en cuir, parce que les sols étaient maintenus humides pour aider à maintenir l'humidité élevée, importante dans la filature du coton. Lors de leurs pauses et déjeuners, les ouvriers organisent des compétitions, où ils sont jugés pour leurs prestations. Portant leurs sabots de travail, ils se produisent dans la rue, dans les pubs et lors d'événements sociaux. À la fin des années 1800, ils dansent avec des sabots sur des scènes spéciales lors des compétitions. Au cours de celles-ci, les juges surveillent la danse et la jugent en fonction du jeu de jambes, de la précision et de la technique. Les clog dancers sont monnaie courante dans les music-halls tout au long du XIXe siècle et jusqu'au début du XXe siècle. L'un de ces groupes se nomme The Eight Lancashire Lads, et comprend le jeune Charlie Chaplin parmi ses membres. Dan Leno devient le premier champion du monde de clog dancing dans les années 1880, bien que les archives montrent que la danse de compétition était fréquente tout au long du XIXe siècle.

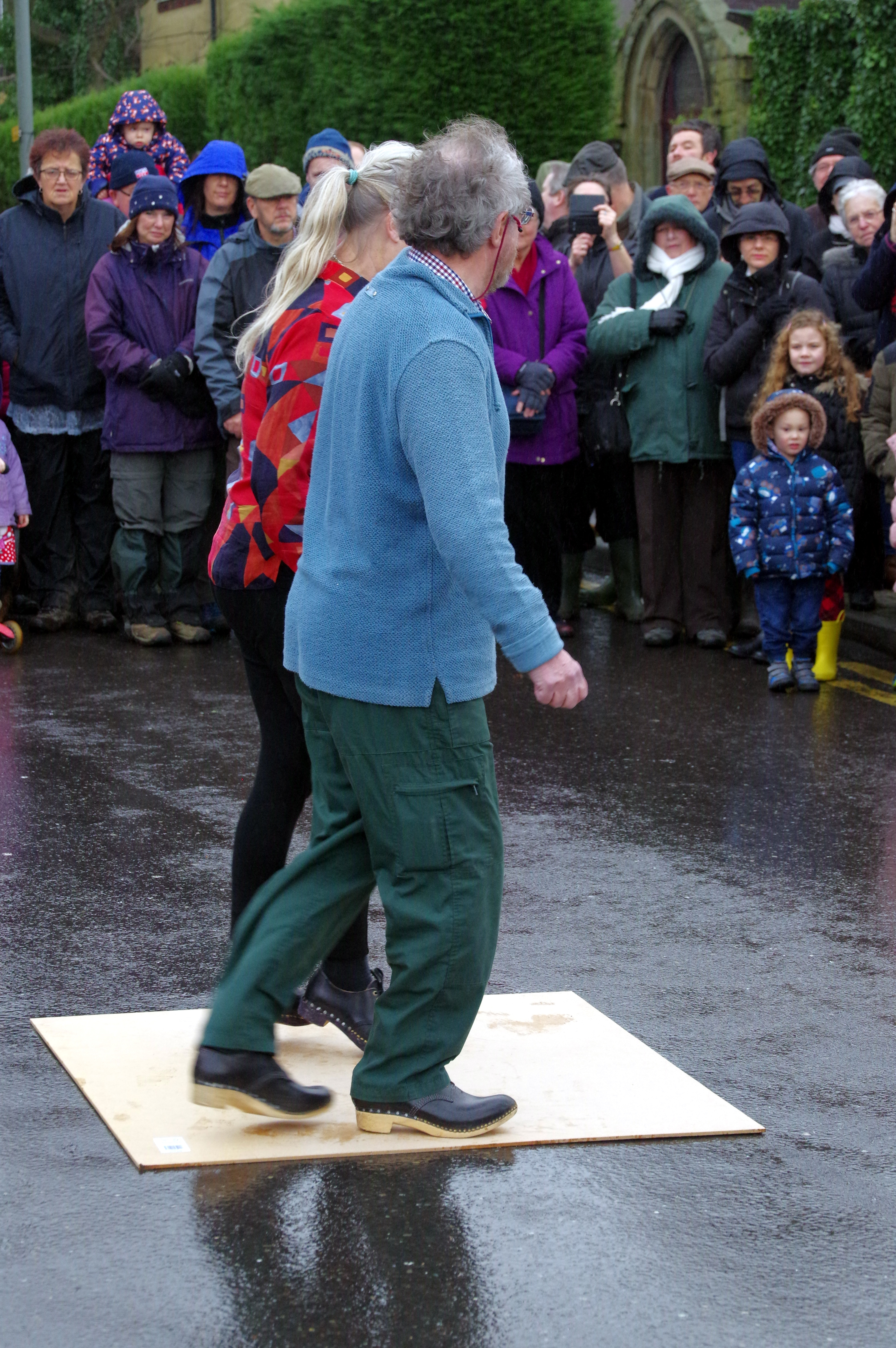
Sabots anglais et danseurs de pas à Grenoside, Sheffield.

Cecil Sharp mentionne fréquemment la step dance, le clog dancing et la Morris dance dans son étude des danses folkloriques en Angleterre, mais c'est Maud Karpeles qui documente plus largement certaines de ces danses. Elle rencontre des groupes de danseurs de Morris dance dans le nord-ouest de l'Angleterre. Son livre The Lancashire Morris Dance est publié en 1930 ; il contient des arrangements des airs courants de Morris : Cart Lads, The Girl I Left Behind Me, Corn Rigs, Sawney Was Tall – Radstock Jig, Balquhidder Lasses, Shepton Hornpipe, Nancy Dawson et Cross Morris. En 1911, John Graham publie Lancashire and Cheshire Morris Dances. Aux États-Unis, les pas de clog anglais sont combinés avec des rythmes africains pour former la « buck and wing dance », qui a évolué vers les claquettes. De nos jours[Quand ?], les sabots, les claquettes et les chaussures à semelle dure sont tous portés en fonction du style de danse. Les danses clog se retrouvent notamment dans le Nord-Est, dans le Lake District et dans le Lancashire. En plus d'être dansé dans un cadre social particulier, il existe également des concours, qui ont contribué à définir certains styles. La danse de compétition se concentre souvent sur un jeu de jambes très précis avec très peu de mouvements du haut du corps.

### Costume
Les clog dancers portent aujourd'hui un mélange de costumes inspirés des vêtements victoriens et édouardiens des travailleurs du Nord. Dans le Lancashire et le Northumberland, certaines danseuses clog ont des costumes spécialement confectionnés, souvent avec un gilet ou un corsage porté avec un châle, une jupe longue et un tablier généralement brodé de motifs floraux. Les danseurs peuvent également porter des vêtements contemporains. Pat Tracey décrit en 1959 les vêtements de tous les jours portés par les danseurs de sabots se produisant dans les rues au début du XXe siècle : « Pour leur représentation, les danseurs portaient généralement leurs vêtements de travail habituels : un pantalon en futaine marron, une chemise rayée avec un cache-nez rouge noué autour du cou, un pantalon bleu marine, une veste bleue avec une casquette souple. Ils dansaient avec leurs sabots de tous les jours, même si ceux-ci étaient généralement un peu plus légers que ceux portés par la majorité des tisserands [...]. Les danseurs de rue appartenaient normalement à un groupe de jeunes travailleurs plutôt élégants et le sabot plus léger faisait partie de leur tenue vestimentaire acceptée. ». Certains danseurs portent désormais des vêtements de travail ou des tenues du dimanche, tandis que d'autres se contentent de tenues plus modernes. À Dartmoor, en Est-Anglie, dans la communauté rom/gitane et chez les gens du voyage, des vêtements de tous les jours sont portés.

### Tradition et festivals actuels
Le clog dancing est encore présent dans certains festivals du nord-est de l'Angleterre, où la danse est généralement jouée sur la musique traditionnelle de Northumbrie. Ces traditions artistiques existent encore dans le Lancashire, le Cheshire, le Yorkshire, la Cumbria et le Derbyshire ainsi que dans d'autres régions d'Angleterre. Les concours de clog dancing organisés en Angleterre ont lieu dans le Lancashire et le Cheshire, et sont axés sur le style de danse spécifique au Lancashire. Ils sont organisés chaque mois de septembre dans le cadre du Fylde Folk Festival à Fleetwood. Les championnats de clog dancings des comtés du Nord, axés sur le clog dancing de style Durham et Northumberland sont organisés chaque année à Tyne et Wear.

## Clog dancingnéerlandais
Aux Pays-Bas, la danse traditionnelle est souvent appelée « Folkloristisch », parfois « Boerendansen » (« danse paysanne ») ou « Klompendansen » (« danse des sabots »). Les chaussures en bois sont portées comme élément essentiel du costume traditionnel du clog néerlandais, ou Klompendanskunst. Les sabots pour danser sont plus légers que le modèle traditionnel, vieux de 700 ans. Les semelles sont en bois de frêne et la partie supérieure est ouverte plus bas au niveau de la cheville. Les danseurs créent un rythme en tapant des orteils et des talons sur un parquet.

## Traditions dérivées duclog dancingaux États-Unis
Aux États-Unis, la pratique du clogging en équipe provient des équipes de square dance d'Asheville, en Caroline du Nord, lors du Mountain Dance and Folk Festival de 1928, organisé par Bascom Lamar Lunsford dans la région des Appalaches.
Le clogging est associé au prédécesseur de la musique bluegrass, l'old-time music, basée sur des airs de violon des îles britanniques. Le genre se développe à partir d'aspects des step dances anglaises, galloises, allemandes et cherokee, ainsi que des rythmes et des pas africains. C’est à partir du clogging que les claquettes prennent leur essor.
La danse en solo est connue dans divers endroits sous les noms de buck dance, de flatfooting, de hoedown, de jigging, de surefooting et de stepping. Les noms varient dans leur signification et les danseurs ne sont pas toujours d'accord sur leur utilisation.
La buck dance est la première combinaison de pas de base shuffle et de claquettes exécutés sur des rythmes syncopés dans lesquels les accents ne sont pas placés sur le rythme droit, comme avec les jigs, le clog et autres danses d'origine européenne, mais sur le temps fort ou décalé, un style dérivé principalement des rythmes de la musique tribale africaine.
Le clog traditionnel des Appalaches se caractérise par des genoux lâches, souvent pliés et un mouvement de « glisser-glisser » du pied sur le sol. Il est généralement exécuté sur de la musique ancienne.